# Henry Scott (książę)

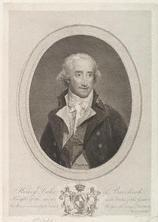
Książę Buccleuch

Henry Scott KG, KT (ur. 2 września 1746 w Londynie, zm. 11 stycznia 1812 w Dalkeith), najstarszy syn Francisa Scotta, hrabiego Dalkeith, i Caroline Cambell, córki 2. księcia Argyll.
W 1751 r., po śmierci swojego dziadka Francisa Scotta, 2. księcia Buccleuch odziedziczył tytuł 3. księcia Buccleuch. W 1810 r. po śmierci swojego kuzyna Williama Douglasa, 4. księcia Queensberry odziedziczył tytuł księcia Queensberry (jako prawnuk 2. księcia Queensberry).
Henry Scott zdobył wykształcenie w Eton College. W latach 1764–1766 podróżował po Europie z Adamem Smithem jako swoim nauczycielem. Od 1777 zarządzał Królewskim Bankiem Szkocji. Od 1778 był kapitanem Królewskiej Kompanii Łuczników. W 1783 r. Buccleuch został pierwszym prezesem Towarzystwa Królewskiego w Edynburgu. 23 grudnia 1767 r. został kawalerem Orderu Ostu. Zrezygnował z tej funkcji w 1794, kiedy to został kawalerem Orderu Podwiązki. W latach 1794–1812 był Lordem Namiestnikiem Haddington i Midlothian. W latach 1804–1812 był Lordem Namiestnikiem Roxburghshire.
Książę Buccleuch był przyjacielem ekonomisty Adama Smitha i pisarza Waltera Scotta.
2 maja 1767 r. w Montagu House w Londynie, Henry poślubił lady Elisabeth Montagu (29 maja 1743 -21 listopada 1827), córkę George'a Montagu, 1. księcia Montagu, i lady Mary Montagu, córki 2. księcia Montagu. Henry i Elisabeth mieli razem trzech synów i cztery córki:
- George Scott (25 marca - 29 maja 1768), hrabia Dalkeith
- Mary Scott (21 maja 1769 - 21 kwietnia 1823), żona Jamesa George'a Stopforda, 3. hrabiego Courtown
- Elisabeth Scott (10 października 1770 - 29 czerwca 1837), żona Alexandra Home'a, 10. hrabiego Home, jej potomkami byli m.in. sir Alec Douglas-Home i lord William Douglas-Home
- Charles William Henry Montagu-Scott (24 maja 1772 - 20 kwietnia 1819), 4. książę Buccleuch i 6. książę Queensberry
- Caroline Scott (6 lipca 1774 - 29 kwietnia 1854), żona Charlesa Douglasa, 6. markiza Queensberry, miała dzieci (jej potomkiem jest 7. markiz Bute, jedna z jej wnuczek poślubiła 4. barona Kensington)
- Henry James Montagu-Scott (16 grudnia 1776 - 30 października 1845), 2. baron Montagu of Boughton, Lord Namiestnik Selkirkshire, ożenił się z Jane Douglas, miał cztery córki, jego prawnuczka poślubiła 6. markiza Lansdowne
- Harriet Scott (1 grudnia 1780 - 18 kwietnia 1833), żona Williama Kerra, 6. markiza Lothian, miała dzieci